# Legions of War
Legions of War es un álbum recopilatorio de la banda noruega de black metal, Mayhem publicado en el año 2003. Contiene los álbumes Grand Declaration of War (en el disco 1) y European Legions (en el disco 2).

## Lista de canciones
Disco 1
1. "A Grand Declaration Of War" – 4:14
2. "In The Lies Where Upon You Lay" – 5:59
3. "A Time To Die" – 1:48
4. "View From Nihil (Part I of II)" – 3:04
5. "View From Nihil (Part II of II)" – 1:16
6. "A Bloodsword And A Colder Sun (Part I of II)" – 0:33
7. "A Bloodsword And A Colder Sun (Part II of II)" – 4:27
8. "Crystalized Pain In Deconstruction" – 4:09
9. "Completion In Science Of Agony (Part I of II)" – 9:44
10. "To Daimonion (Part I of III)" – 3:25
11. "To Daimonion (Part II of III)" – 4:52
12. "To Daimonion (Part III of III)" – 0:07
13. "Completion In Science Of Agony (Part II of II)" – 2:14

Disco 2
1. "Silvester Anfang/Fall of Seraphs" – 5:58 (en directo)
2. "Carnage" – 3:54 (en directo)
3. "View From Nihil" – 2:55 (en directo)
4. "To Daimonion" – 3:10 (en directo)
5. "Freezing Moon" – 6:13 (en directo)
6. "Chainsaw Gutsfuck" – 5:13 (en directo)
7. "Pure Fucking Armageddon" – 1:25 (en directo)
8. "To Daimonion" – 3:15 (versión preproducción)
9. "View from Nihil" – 2:58 (versión preproducción)
10. "In The Lies Where Upon You Lay" – 5:56 (versión preproducción)
11. "Crystalized Pain In Deconstruction" – 4:01 (versión preproducción)
12. "Completion In Science Of Agony" – 2:09 (versión preproducción)

## Créditos
- Maniac (Sven Erik Kristiansen) - Voz
- Blasphemer (Rune Eriksen) - Guitarra
- Necrobutcher (Jørn Stubberud) - Bajo
- Hellhammer (Jan Axel Blomberg) - Batería